# Институт болгарского языка имени Любомира Андрейчина при Болгарской академии наук
Институт болгарского языка имени проф. Любомира Андрейчина при Болгарской академии наук (болг. Институтът за български език „Проф. Любомир Андрейчин“ към Българската академия на науките) — научный институт. Занимается исследованием состояния болгарского языка, его истории и диалектов, отвечает за его описание и определяет национальную языковую политику. Словари и справочники, изданные Институтом, являются нормативными в отношении правописания и пунктуации.

## Исторические сведения
Предшественником института стала Служба болгарского словаря (болг. Службата за български речник), созданная официально 15 мая 1942 года при Президиуме Болгарской академии наук (БАН). В начале XX века в ощущалась нехватка академических толковых словарей болгарского языка. Известные языковеды Б. Цонев и А. Теодоров-Балан, С. Младенов и другие предприняли несколько инициатив по созданию лексикографической комиссии, но только С. Романский сумел собрать группу специалистов и заложить основу академической организации. Пятеро его сотрудников целенаправленно занимались созданием Службы болгарского толкового словаря. Вплоть до 1947 года группа работала в частной квартире в Софии, здесь же хранилась вся лексикографическая картотека. В 1947 году в рамках реорганизации БАН создан Институт болгарского словаря, а в 1949 году организация, в которой числились 20 сотрудников, переименована в Институт болгарского языка. В 2004 году Институту присвоено имя одного из крупнейших болгарских языковедов и его многолетнего директора, профессора Любомира Андрейчина.
Первым результатом исследований Института стал трёхтомный Речник на съвременния български книжовен език («Словарь современного болгарского литературного языка», София, 1956—1959). В 1953 году образована Справочная служба по языку (Службата за езикови справки и консултации), которая и сейчас консультирует граждан и организации по вопросам языка.
Институт издаёт с 1951 года научный журнал Български език и с 1959 года журнал Балканско езикознание. В период с 1951 по 1985 годы выходил ежегодный сборник Известия на Института за български език, возобновлённый в 2014 году.
С Институтом болгарского языка тесно связана научная деятельность многих известных учёных: Владимира Георгиева, Стефана Младенова, Валентина Станкова, Ивана Дуриданова, Любомира Андрейчина, Кирила Мирчева, Стойко Стойкова, Ивана Лекова и других.

### Директора
Институтом руководили:
- акад. Стоян Романский (1942—1951);
- акад. Владимир Георгиев (1951—1957);
- член-корр., проф. Любомир Андрейчин (1957—1975);
- проф. Светломир Иванчев (1975—1977);
- акад. Валентин Станков[болг.] (1977—1979);
- член-корр., проф. Дора Иванова-Мирчева (1979—1989);
- член-корр., проф. Тодор Бояджиев (1989—1992);
- доктор Стоян Жерев (1992—1994 гг.);
- доктор Юлия Балтова (1995—2002);
- проф. Васил Райнов (2003—2011);
- проф. Светла Коева (2012—2020)
- проф. Лучия Антонова-Василева (с 2020 г.).

## Структура
В институте работают 10 отделов: современного болгарского языка; болгарской лексикологии и лексикографии; терминологии и терминографии; истории болгарского языка; болгарской диалектологии и лингвистической географии; болгарской этимологии; ономастики; этнолингвистики; общего и сравнительноого языкознания; компьютерной лингвистики.
Институт обладает научной библиотекой на более чем 30 тысяч наименований и читальным залом, доступным для публики. 
Институт болгарского языка располагается в академическом городке в районе Гео Милев в Софии, по адресу: бульвар Шипченски проход, 52, корпус 17. В этом же здании находятся Институт литературы и Институт истории.

## Деятельность
Институт разрабатывает и издаёт академические словари болгарского языка, справочники, атласы болгарских диалектов; исследует болгарское культурно-историческое наследие; проводит теоретические языковедческие изыскания; развивает и поддерживает электронные языковые ресурсы, включая Болгарский национальный корпус.
При институте работает докторантура по филологическим направлениям «Болгарский язык» и «Общее и сравнительное языкознание».